# Markus Hofmann (Gedächtnistrainer)
Markus Hofmann (* 5. Februar 1975 in Nabburg) ist ein deutscher Gedächtnistrainer und Keynote-Speaker. Als Autor verfasst er Sachbücher, Aufsätze und Audio-Training-CDs zum Thema Gedächtnistraining und Gehirn.

## Leben und Werk
Markus Hofmann absolvierte eine Lehre zum Bankkaufmann und arbeitete anschließend als Referent für Presse- und Öffentlichkeitsarbeit bei der Sparkasse im Landkreis Schwandorf, danach im Bereich Werbung- und Kommunikation beim Sparkassenverband Bayern. An der Bayerischen Akademie für Werbung und Marketing absolvierte er eine Ausbildung, die er 2002 als Diplom-Marketingwirt (BAW) beendete. Kurz darauf absolvierte er eine Ausbildung zum MAT-Trainer (Mentales Aktivierungs Training nach Siegfried Lehrl) bei der Gesellschaft für Gehirntraining und eine einjährige Weiterbildung in Teilzeit zum European Business Trainer an der Köppel Akademie in München.

### Gedächtnistrainer
Basis des Hofmannschen Trainings ist eine anderweitig entwickelte Form der Mnemotechnik auf der Basis der weit verbreiteten Loci-Methode sowie der Zahl-Symbol-Technik. Diese basieren auf Bildern, Phantasie und Kreativität. Hofmann gibt an, alte Techniken mit aktuellen Erkenntnissen über Gehirn und Gedächtnis zu verbinden. Dabei sind neben einer positiven Motivation bestimmte Lernzyklen ausschlaggebend, um das Erlernte vom Kurzzeitgedächtnis ins Langzeitgedächtnis zu befördern.
Markus Hofmann wendet Methoden des Gehirnjogging an, das u. a. die Fähigkeit der Wortbildung, das logische Denken, das visuelle und mathematische Vorstellungsvermögen und die Konzentration trainieren sowie das Gedächtnispotential erhöhen soll. Dazu hat er auch selbst Gehirnjoggingaufgaben entwickelt.
Hofmann trat 2005 in der ZDF-Fernsehsendung Wetten, dass..? als Gedächtnistrainer einer Kandidatin auf, die gewettet hatte, 100 schottische Clans am Muster ihrer Kilts zu erkennen.

### Keynote-Speaker
Markus Hofmann ist auch als Keynote-Speaker tätig. An der Universität St. Gallen und an der ZfU International Business School in Thalwil, Schweiz hielt er Seminare bzw. Vorträge. Seit 2010 ist er Direktor des Steinbeis-Transfer-Instituts „Professional Speaker GSA“. Markus Hofmann wurde 2014 mit dem Deutschen Weiterbildungspreis ausgezeichnet. 2017 wählte das Weiterbildungs-Magazin "TRAiNiNG" Hofmann zum TOP-Speaker des Jahres 2017.

## Veröffentlichungen

### Aufsätze und Beiträge
- Vorsprung durch Wissen. Wie Sie Ihre grauen Zellen auf Höchstleistung bringen. In: Focus Forum mit Dieter Brandes, Antony Fedrigotti, Gertrud Höhler, Sabine Hübner, Werner Tiki Küstenmacher, Samy Molcho, Jens Weidner u. a.: Die Erfolgsmacher. Band 2. Campus, Frankfurt am Main 2005, ISBN 3-593-37769-1, S. 54–79.
- Warum steckt in jedem Kopf ein Superhirn? In: Nadin Buschhaus (Hrsg.): Warum. 22 Fragen an Top-Referenten. Gabal, Offenbach 2010, ISBN 978-3-86936-056-0, S. 103–114.

### CDs und Monographien
- Das merk ich mir! Gedächtnistraining vom Feinsten. Regie B. van den Speulhof. InTune, Frankfurt am Main 2006, ISBN 978-3-939675-01-3 (Audio-Training, eine CD).
- Das merk ich mir! Gedächtnistraining vom Feinsten. Sprecherin Claudia Gahrke. Wortaktiv Verlag, Eckental 2009, ISBN 978-3-9812384-2-6 (Audio-Training, eine CD).
- Hirn in Hochform: So funktioniert ihr Gehirn – so verbessern Sie spielend leicht ihr Gedächtnis. Ueberreuter, Wien 2009, ISBN 978-3-8000-7391-7.
- Familie in Hochform: Gedächtnistraining für alle von 0 bis 99. Ueberreuter, Wien 2010, ISBN 978-3-8000-7479-2.
- Denken Sie neu: Mentales Überlebenstraining in der digitalen Welt. Südwest Verlag, München 2014, ISBN 978-3517080581.
- Profi-Box Einfach unvergesslich: Der Weg zum perfekten Gedächtnis. Memo-Mind Brainproducts, München 2014 (Audio-Training, 14 CDs, Workbook).